# Чемпионат мира по трековым велогонкам 1914
Чемпионат мира по трековым велогонкам 1914 года прошёл 2 августа в Копенгагене (Дания). В программе чемпионата было лишь одно соревнование — гонка за лидером среди любителей.

## Медалисты
Любители
| Дисциплина       | Золото         | Серебро         | Бронза           |
| Гонка за лидером | Кор Блекемолен | Жак ван Жинкель | Вальтер Штельцер |